# Тарбагатай (Забайкальский край)
Тарбагата́й (от бур. тарбагата — «изобилующее тарбаганами») — село (в 1946—2019 годах — посёлок городского типа) в Петровск-Забайкальском районе Забайкальского края России. Административный центр сельского (до 30 декабря 2019 года городского) поселения «Тарбагатайское».
В селе — железнодорожная станция Тарбагатай (ЗабЖД) на Транссибирской магистрали.

## Этимология
Название поселения Тарбагатай имеет монгольское происхождение и восходит к бур. тарбагата — «[место, где] имеются тарбаганы (сурки)».

## География
Расположено на правом берегу реки Хилок, при впадении в неё речки Тарбагатай, в 28 км к юго-востоку от районного центра, города Петровск-Забайкальский. По северной части посёлка проходит Транссибирская магистраль, в полукилометре севернее её, по краю посёлка пролегает федеральная автомагистраль Р258 «Байкал» Иркутск—Чита.

## История
Основан в 1905—1907 годах при строительстве Забайкальской железной дороги. С 1906 года разрабатывается Тарбагатайское месторождение бурого угля. В 1912 году открылся кожевенный завод.
Статус посёлка городского типа — с 1946 года. В 2019 году преобразован в сельский населённый пункт.

## Население
| 1959  | 1970  | 1979  | 1989  | 2002  | 2007  | 2009  |
| ----- | ----- | ----- | ----- | ----- | ----- | ----- |
| 4294  | ↘3484 | ↗3615 | ↘3343 | ↘2521 | ↘2434 | ↘2404 |
| 2010  | 2012  | 2013  | 2014  | 2015  | 2021  |       |
| ↘2227 | ↘2212 | ↘2169 | ↘2154 | ↘2132 | ↘1945 |       |

## Экономика
Железнодорожная станция.